# Pravidla moštárny
Pravidla moštárny, anglicky The Cider House Rules, je americké filmové drama z roku 1999, natočené režisérem Lassem Hallströmem podle stejnojmenného románu Johna Irvinga z roku 1985. Film získal 2 Oscary a na dalších 5 byl nominován. Autorem scénáře byl John Irving, ve snímku si osobně zahrál i malou roli přednosty stanice.

## Děj
Děj filmu se odehrává v první polovině 40. let 20. století v době 2. světové války v Nové Anglii ve státě Maine. Homer Wells je sirotek, který vyrůstal v sirotčinci řízeném dr. Wilburem Larchem, poté, co jej jeho pěstouni dvakrát vrátili zpět. První pěstouni si mysleli, že byl příliš tichý a zamlklý a druzí ho bili. Dr. Larch tajně prováděl potraty a učil Homera nejen v oblasti gynekologie a porodnictví ale i potratů, a to navzdory tomu, že Homer nikdy neabsolvoval žádnou vysokou školu. Navíc Homerovi namluví, že má vrozenou srdeční vadu, pro kterou nemůže být odveden do americké armády. Homera považuje za svého neoficiálního adoptivního syna a možného budoucího nástupce.
Homer se rozhodne opustit sirotčinec s mladým párem Candy Kendallovou a Wallym Worthingtonem, který pracuje v Worthingtonově jablečném sadu a který přišel do sirotčince, aby jim dr. Larch provedl potrat. Wally je válečný dobrovolník, americký pilot, který za 2. světové války létá s letounem B-24 Liberator v oblasti Tichomoří a ve východní Asii. Zatímco je Wally pryč, Homer a Candy se spolu postupně velmi sblíží. Později je Wallyho letoun sestřelen a on se vrací domů od pasu dolů zcela ochrnutý. Candy se rozhodne se o něj postarat a proto Homera nakonec opustí.
Od té doby co opustil sirotčinec, žije na Worthingtonově jablečné farmě. Chodí česat jablka společně s pracovním týmem pana Rose, který je složen převážně z migrujících černošských sezonních pracovníků. V zimě loví s Candiným otcem humry. Druhý rok vyjde najevo, že jejich šéf pan Rose oplodnil svoji vlastní dceru. Homer, přestože nesouhlasí s potraty, rozhodne se jí pomoci a potrat jí sám provede. Později, když chce dcera Rose odjet z farmy, jí chce pan Rose dát nůž, aby se mohla bránit na své cestě. Ona to ale pochopí, že jí chce ublížit, a tak vezme nůž a těžce jej pobodá a z jablečné farmy uteče pryč. Pan Rose je velmi těžce raněn, ale nechce, aby jeho dcera byla za to stíhána. Proto Homera před svou smrtí poprosí, aby policii řekli, že to byla sebevražda.
Po smrti dr. Larche se Homer rozhodne vrátit do sirotčince poté, co se dozví, že se dr. Larch nechtěně otrávil etherem (na této látce byl závislý) a že teď by měl fungovat jako nový ředitel (jeho doklady o vzdělání doktor Larch předtím dovedně zfalšoval). Na konci filmu se Homer dozví, že Larch zfalšoval jeho lékařské záznamy, aby nemusel odejít bojovat do války a později, že i vyrobil i falešné diplomy pro Homera s cílem přesvědčit správní radu, aby Homera jmenovala jako dalšího ředitele. Na konci filmu Homer plní náhradní rodičovskou roli pro děti ze sirotčince stejně tak, jako to dělal před ním jeho „adoptivní otec“ dr. Larch.

## Herecké obsazení
- Tobey Maguire (Homer Wells)
- Michael Caine (doktor Larch)
- Charlize Theron (Candy Kendallová)
- Paul Rudd (Wally Worthington)
- Delroy Lindo (pan Rose)
- Jane Alexander (ošetřovatelka Edna)
- Kathy Baker (ošetřovatelka Angela)
- Kieran Culkin (Buster)
- Kate Nelligan (paní Worthingtonová)
- Heavy D (Peaches)
- K. Todd Freeman (Muddy)
- Paz de la Huerta (Mary Agnes)
- Erykah Badu (Rose Roseová)
- J.K. Simmons (pan Kendall)
- Evan Dexter Parke (Jack)
- Jimmy Flynn (Vernon)
- Lonnie R. Farmer (Hero)
- Erik Per Sullivan (Fuzzy)
- Spencer Diamond (Curly)
- Sean Andrew (Copperfield)
- Skye McCole Bartusiak (Hazel)
- Clare Daly (Clara)
- Colin Irving (major Winslow)
- Annie Corley (Carla)
- John Irving (přednosta stanice)
- Trevor Fuller John